# Wolfgang Wolf
Wolfgang Wolf (ur. 24 września 1957 w Tiefenthal) – niemiecki piłkarz występujący na pozycji obrońcy oraz trener.

## Kariera piłkarska

### Kluby
Swoją karierę rozpoczął w 1978 roku w 1. FC Kaiserslautern i grał tam przez dziesięć lat. Następnie od 1988 do 1992 roku był zawodnikiem Stuttgarter Kickers. Z kolei w sezonie 1992/1993 grał w VfR Mannheim, w którym zakończył karierę.

### Sukcesy
Razem z 1. FC Kaiserslautern Wolf doszedł do finału Pucharu Niemiec w sezonie 1980/1981. Dwa lata wcześniej zajął trzecie miejsce w Bundeslidze.

## Kariera trenerska
W 1994 objął posadę w Stuttgarter Kickers, z którym awansował z Regionalligi Süd do drugiej ligi. W latach 1998–2003 trenował VfL Wolfsburg, potem 1. FC Nürnberg (2003–2005). Z tym ostatnim klubem wszedł do Bundesligi w sezonie 2003/2004. Od listopada 2005 do 2007 trenował 1. FC Kaiserslautern. Następnie w 2009 był szkoleniowcem greckiej drużyny Skoda Ksanti, w latach 2010–2011 Kickers Offenbach, a od 2011 do 2012 był trenerem FC Hansa Rostock.